# 5632 Ingelehmann
5632 Ingelehmann è un asteroide della fascia principale. Scoperto nel 1993, presenta un'orbita caratterizzata da un semiasse maggiore pari a 2,7441569 au e da un'eccentricità di 0,0847933, inclinata di 18,18659° rispetto all'eclittica.
L'asteroide è dedicato alla sismologa danese Inge Lehmann.